# Turgut Özatay
Turgut Özatay (né le 30 décembre 1927 à İzmir et mort le 26 juin 2002 à Istanbul) est un acteur de cinéma turc. Sa famille originaire d'Üsküp aujourd'hui Skopje, est arrivée à Izmir après les guerres balkaniques.
Il a souvent tenu le rôle de mauvais garçon dans les films des années 1950 à 1960 au côté de Cüneyt Arkin ou Kemal Sunal.   
Turgut Özatay est également connu pour être le troisième acteur turc ayant tourné le plus de films en Turquie (environ 500).

## Filmographie (sélection)
- 1952 : Şaban Çingeneler Arasında de Semih Evin
- 1959 : Yalnızlar Rıhtımı (tr) d'Ömer Lütfi Akad
- 1960 : Kırık Çanaklar (en) de Memduh Ün
- 1960 : Suçlu (tr) d'Atıf Yılmaz
- 1961 : Afacan (tr) de Şinasi Özonuk
- 1961 : Kardeş Uğruna (tr) de Sami Ayanoğlu
- 1964 : Aşk ve Kin (en) de Turgut Demirağ : Zihni Yalın
- 1964 : Halime'den Mektup Var (tr) de Süha Doğan
- 1966 : Aslan Pençesi (tr) de Memduh Ün
- 1967 : Alpaslan'ın Fedaisi Alpago (tr) de Nejat Saydam
- 1967 : Namus Borcu (tr) de Türker İnanoğlu
- 1968 : Cesur Yabancı (tr) de Yücel Hekimoğlu
- 1968 : Abbase Sultan (tr) de Turgut Demirağ
- 1972 : Sezercik Yavrum Benim (tr) de Safa Önal : Turgut
- 1972 : Kara Murat Fatih'in Fedaisi (tr) de Natuk Baytan (tr)
- 1972 : Tophaneli Murat (tr) de Çetin İnanç
- 1974 : Babalık (tr) de Melih Gülgen
- 1974 : Kara Murat Ölüm Emri (tr) de Natuk Baytan
- 1974 : Karateciler İstanbul'da (tr) de Victor Lamp
- 1974 : Eminé couche-toi là (tr) (Yatık Emine) d'Ömer Kavur
- 1975 : Babaların Babası (tr) de Natuk Baytan
- 1975 : Babanın Oğlu (tr) de Melih Gülgen
- 1975 : İnsan Avcısı (tr) de Duygu Sağıroğlu
- 1975 : Kara Murat Kara Şövalyeye Karşı (tr) de Natuk Baytan : Carlos
- 1975 : Soysuzlar (tr) de Natuk Baytan
- 1976 : Can Pazarı (tr) de Orhan Elmas et Ertem Göreç
- 1976 : İki Kızgın Adam (tr) d'Ertem Göreç
- 1976 : Kara Murat Şeyh Gaffar'a Karşı (tr) de Natuk Baytan et Ernst Hofbauer : Eşkiya Abdo
- 1977 : Hakanlar Çarpışıyor (en) de Natuk Baytan : Tun-Kay
- 1977 : Baba Ocağı (tr) de Melih Gülgen
- 1977 : Cemil Dönüyor (tr) de Melih Gülgen
- 1977 : Erkeğim (tr) d'İrfan Atasoy
- 1977 : Güneş Ne Zaman Doğacak (tr) de Mehmet Kılıç
- 1978 : Baba Kartal (tr) de Cüneyt Arkın
- 1978 : İnsanları Seveceksin (tr) de Melih Gülgen
- 1978 : Kara Murat Devler Savaşıyor (tr) de Natuk Baytan
- 1978 : Kılıç Bey (tr) de Natuk Baytan
- 1978 : Lekeli Melek (tr) de Remzi Jöntürk
- 1979 : Korkusuz Korkak (en) de Natuk Baytan :  Ayı Abbas
- 1979 : İki Cambaz (tr) de Natuk Baytan
- 1979 : Lo scoiattolo (en turc : Mücevher Hırsızları) de Guido Zurli
- 1979 : Umudumuz Şaban (tr) de Kartal Tibet : Muhteşem Halkakul
- 1981 : Üç Kağıtçı (tr) de Natuk Baytan
- 1982 : Gırgır Ali (tr) de Çetin İnanç : Barmen
- 1982 : Vahşi Kan (tr) de Çetin İnanç
- 1984 : Atla Gel Şaban (tr) de Natuk Baytan
- 1984 : Kartal Bey (tr) de Melih Gülgen
- 1984 : Yaşadıkça (tr) de Temel Gürsu
- 1986 : Sokak Kavgacısı (tr) de Cüneyt Arkın
- 1987 : Son Kahramanlar (tr) de Cüneyt Arkın
- 1988 : Bombacı (tr) de Cüneyt Arkın : Turgut
- 1989 : Zehir Hafiye (tr) d'Orhan Aksoy : Manyak Mahmut
- 1997 : Güneş Ağlıyor
- 2000 : Beni Sevdiğini Söyle